# Spintheridae
Spintheridae zijn een familie van borstelwormen (Polychaeta).

## Geslachten
- Spinther Johnston, 1845

### Synoniemen
- Cryptonota Stimpson, 1853 => Spinther Johnston, 1845
- Oniscosoma Sars, 1851 => Spinther Johnston, 1845
- Sphinter => Spinther Johnston, 1845